# Rudolf John

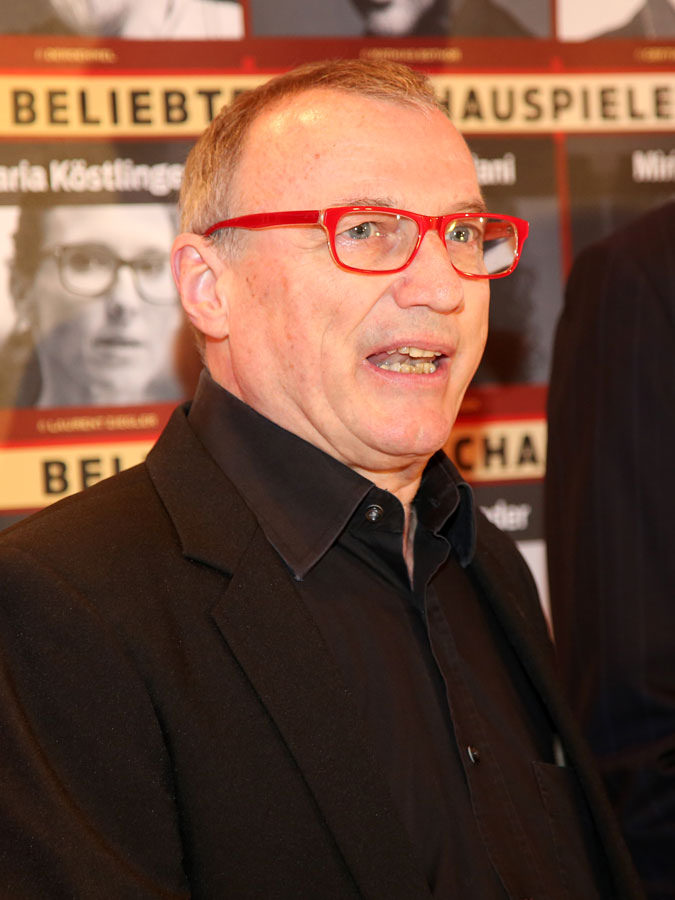
Rudolf John (2015)

Rudolf John (* 1944 in Wien) ist ein österreichischer Filmkritiker.

## Leben
Nach der Matura studierte John 1965/1966 an der Wiener Filmakademie. Nach Abbruch des Studiums arbeitete er als freier Journalist in Berlin. 1968 wurde er Mitglied der Redaktion der Tageszeitung Kurier in Wien.
Dort war er zunächst als Kolumnist tätig, später übernahm er dort Interviews in den Bereichen Popmusik und Kultur. 1980 wurde er schließlich Ressortleiter der Filmkritik und -berichterstattung im Kurier. Ab 1987 verfasste er zusätzlich eine Kolumne mit Filmtipps in der TV-Zeitschrift „Fernseh- u. Radiowoche“.
Daneben schrieb er ab 1980 journalistische Arbeiten für diverse Publikationen (u. a. Chefredakteur des Magazins „hit“) und war freier Autor u. a. beim ORF. Als Autor war er maßgeblich an vielen ORF-Produktionen beteiligt, u. a. bei „Wünsch dir was“, „Versteckte Kamera“ und bei den Quiz-Shows „Was wäre wenn“, „Familienfest“ und „Krimi, Krimi“.
John war zwischen 1996 und 2010 als Lehrbeauftragter für Medienkunde und Kommunikation an der Wiener Universität für Musik und darstellende Kunst am Institut für Film & Fernsehen tätig. Von 2007 bis 2010 arbeitete er beim privaten Fernsehsender ATV als Filmkritiker; anschließend übte er diese Tätigkeit ein Jahr lang für den ORF in der Sendung „Chili“ aus. 2009 übernahm er die Kolumne „John der Woche“ im Kurier. Seit Herbst 2011 heißt seine aktuelle Kurier-Kolumne über Kinofilme im TV „John's Klassiker“. Ab Dezember 2011 wurde er als Filmbeauftragter des Echo Medienhauses in Wien engagiert und schreibt seither für das Wiener Bezirksblatt die Kolumne „Film der Woche“, für das VORmagazin die Kolumne „Film des Monats“ und ist Ressortleiter Film im Magazin Wienlive.
Rudolf John lebt in Wien, in Zellerndorf im Weinviertel und in Berlin.

## Leistungen
John gilt als einer der führenden Filmkritiker in Österreich. Er hat im Laufe seines Kritikerlebens mittlerweile über 10.000 Filmkritiken geschrieben. 1990 war er Initiator und ist seither durchgehend Organisator des Film- und Fernsehpreises ROMY. Überdies ist er für den Undine Filmpreis sowie die Undine Filmtage verantwortlich. Internationale Bekanntheit erlangte er auch durch die Einführung des Billy Wilder-Preises.

## Auszeichnungen
2010 wurde ihm vom österreichischen Bundesminister Johannes Hahn der Berufstitel Professor verliehen. 2019 wurde er vom Wiener Bürgermeister Michael Ludwig mit dem Goldenen Rathausmann ausgezeichnet.